# 卡爾維尼夫卡
50°8′54″N 28°11′46″E / 50.14833°N 28.19611°E
卡爾維尼夫卡（烏克蘭語：Карвинівка），是烏克蘭北部的村莊，隸屬日托米爾州的日托米爾區。該村始建於1781年，面積286.3平方公里，海拔高度221米，2021年人口677。